# 萨勒河畔哈雷

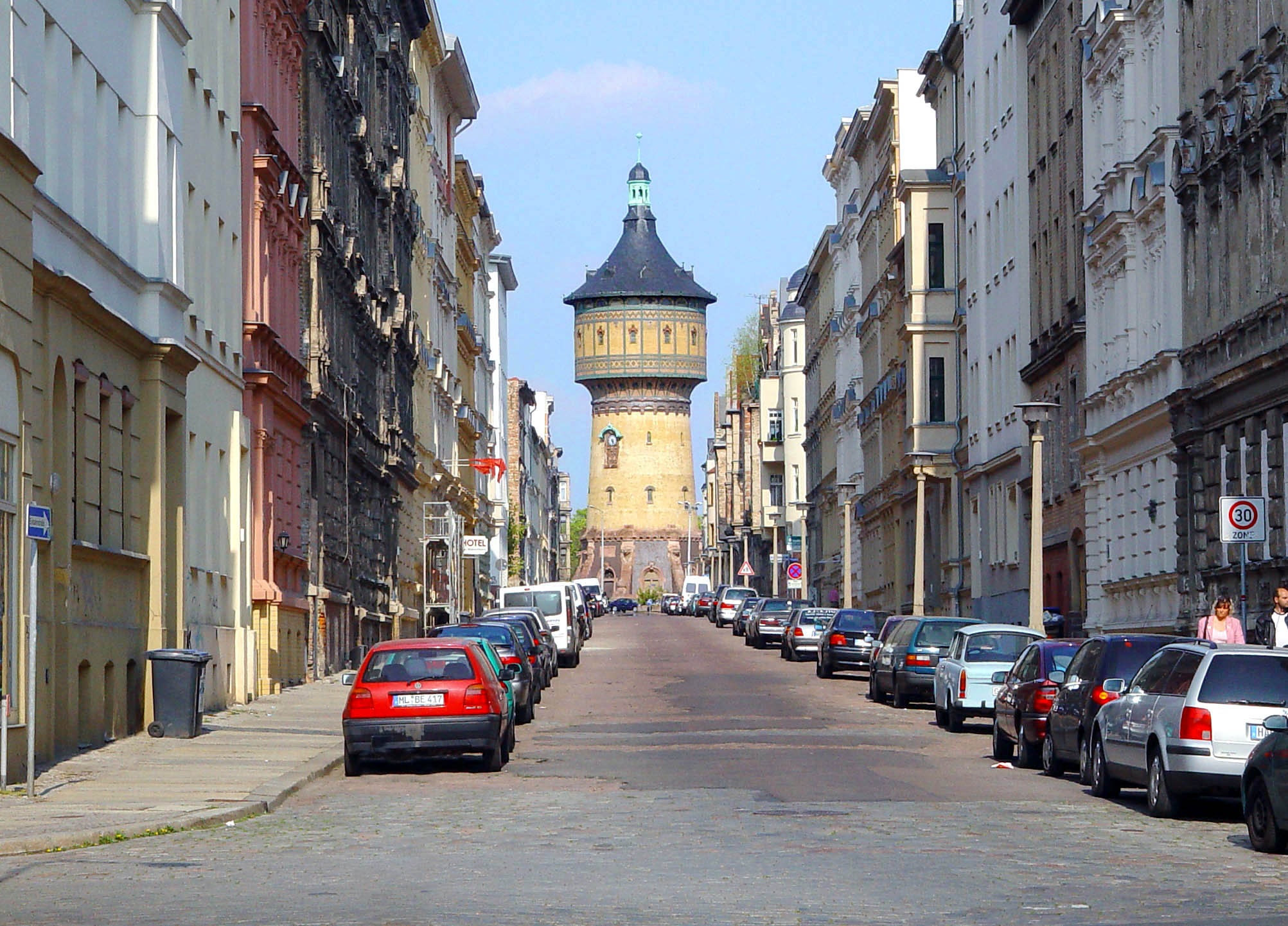
哈雷市的水塔

萨勒河畔哈雷（德語發音：[ˈhalə]），简称哈雷，又称哈勒，是一个位于萨勒河畔的非县辖城市。城市居民约23万9千人（2018年），是萨克森-安哈尔特州人口較多的大城市之一。相邻最近的大城市是莱比锡，距离约有30公里。离首都柏林有大约130公里，离德累斯顿150公里。
哈雷市拥有著名的哈雷-维滕贝格大学，还是重要的铁路枢纽。在民主德国时期，是重要的化学教学中心以及化工產業重鎮。

## 传媒
- 中德廣播公司Mitteldeutscher Rundfunk（MDR）哈雷演播中心。
- FM 89.0布罗肯峰广播电台（RTL子公司）哈雷演播中心

## 平面媒体
- 日报拥有《中德意志报》以及《图片报》— 哈雷版

## 知名企业
- 德國郵政Deutsche Post AG
- 哈雷市政热力电力公司Stadtwerke Halle
- 哈雷公交公司Hallesche Verkehrs-AG (HAVAG)
- 瓦爾特服務有限公司walter services Holding GmbH
- 駿騰集團GP Günter Papenburg AG
- 恩維雅中德能源集團Envia Mitteldeutsche Energie AG (EnviaM)
- 卡蒂烤制食品公司KATHI Rainer Thiele GmbH
- 哈雷巧克力工廠Halloren Schokoladenfabrik（德國歷史最悠久的巧克力工廠）
- 德國鐵路Deutsche Bahn AG
- ABB瑞典奇異布朗-博韋里
- 可口可樂公司
- 戴尔电脑

## 友好城市

### 德国国内
- 德国巴登-符騰堡邦卡尔斯鲁厄

### 国际
- 中华人民共和国浙江省嘉兴市
- 芬兰北博滕區奧盧
- 奥地利上奧地利邦林茲
- 法國奧弗涅-羅訥-阿爾卑斯大區格勒諾布爾
- 俄羅斯巴什科爾托斯坦共和國烏法
- 美国喬治亞薩凡納